# Più bella cosa
Più bella cosa is een nummer van de Italiaanse zanger Eros Ramazzotti uit 1996. Het is de eerste single van zijn zevende studioalbum Dove c'è musica.
"Più bella cosa" is een ballad die gaat over een man die helemaal in de wolken is, en heel blij wordt van zijn vriendin. Ramazzotti schreef het nummer als ode aan zijn toenmalige vriendin Michelle Hunziker. De plaat bereikte de nummer 1-positie in Italië. Daarbuiten was het ook in andere Europese landen succesvol. In de Nederlandse Top 40 bereikte het bijvoorbeeld de 29e positie, en in de Vlaamse Ultratop 50 kwam het tot de 12e positie.